# Mosztovszkoji járás

A Mosztovszkoji járás a Krasznodari határterületen

A Mosztovszkoji járás (oroszul Мостовский муниципальный район) Oroszország egyik járása a Krasznodari határterületen. Székhelye Mosztovszkoj.

## Népesség
- 1989-ben 65 368 lakosa volt.
- 2002-ben 72 660 lakosa volt, melyből 67 559 orosz (93%), 1 606 ukrán, 788 örmény, 287 fehérorosz, 284 cigány, 238 német, 223 adige, 196 tatár, 178 grúz, 117 azeri, 115 görög, 6 török.
- 2010-ben 71 178 lakosa volt.